# Guitarra portuguesa

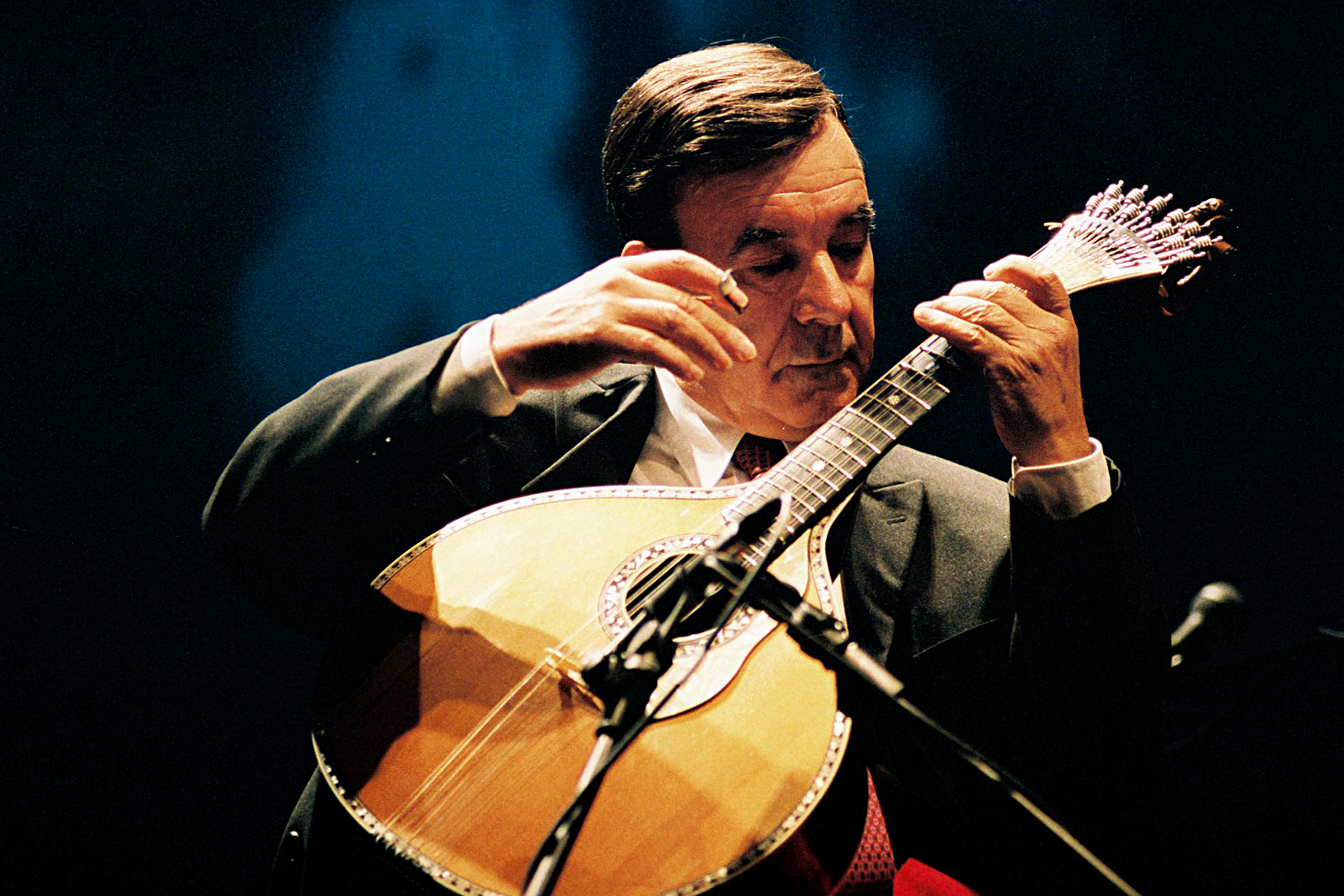
António Chainho tocando una guitarra portuguesa.

La guitarra portuguesa es un instrumento musical de cuerda desarrollado en el siglo XVIII a partir de la cítara al igual que otros cordófonos europeos como por ejemplo la guitarra inglesa. Los primeros ejemplares fabricados en Portugal se le atribuyen al artesano Luis Cardoso Soares Sevilhano.
Tiene el mango bastante corto y se toca rasgandola.

## Descripción
El instrumento está compuesto por una caja de resonancia con forma de pera, ligeramente convexa, con abertura circular y 12 cuerdas metálicas dispuestas por pares, cuyas tres primeras parejas (empezando por la más fina y aguda) comparten afinación y con las tres siguientes parejas afinadas con una octava de diferencia.
Las maderas habituales de construcción son nobles: palo santo, abeto y chopo en su interior.

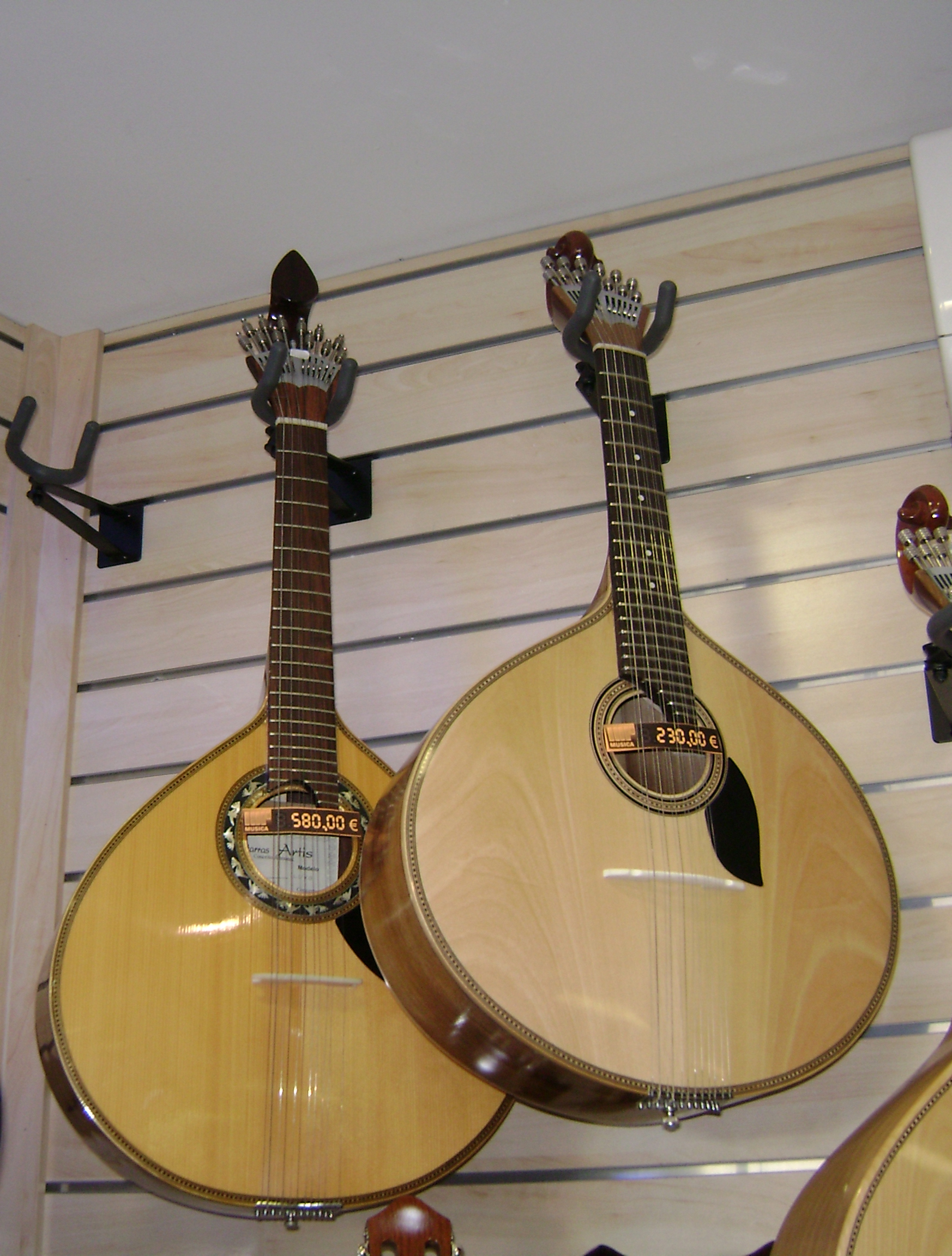
Iz.: de Coímbra. Der.: de Lisboa.

## Variedades
Existen tres variedades de guitarras portuguesa diferenciadas fácilmente por el acabado de los cabezales: de voluta o caracol (Lisboa), escultura (Oporto) y lágrima (Coímbra), si bien esta última se afina una nota más grave.

## Ejecución
Se ejecuta con los dedos pulgar e índice con sus propias uñas crecidas o púas artificiales de plástico, metal o nácar acopladas de dichos dedos (rasgado).